# Нойштадт-на-Орле
Но́йштадт-на-О́рле (нем. Neustadt an der Orla) — город в Германии, в земле Тюрингия.
Входит в состав района Заале-Орла. Население составляет 8585 человек (на 31 декабря 2010 года). Занимает площадь 30,95 км². Официальный код — 16 0 75 073.